# Ентоні Френсіс Наджент, 9-й граф Вестміт

Герб графів Вестміт.

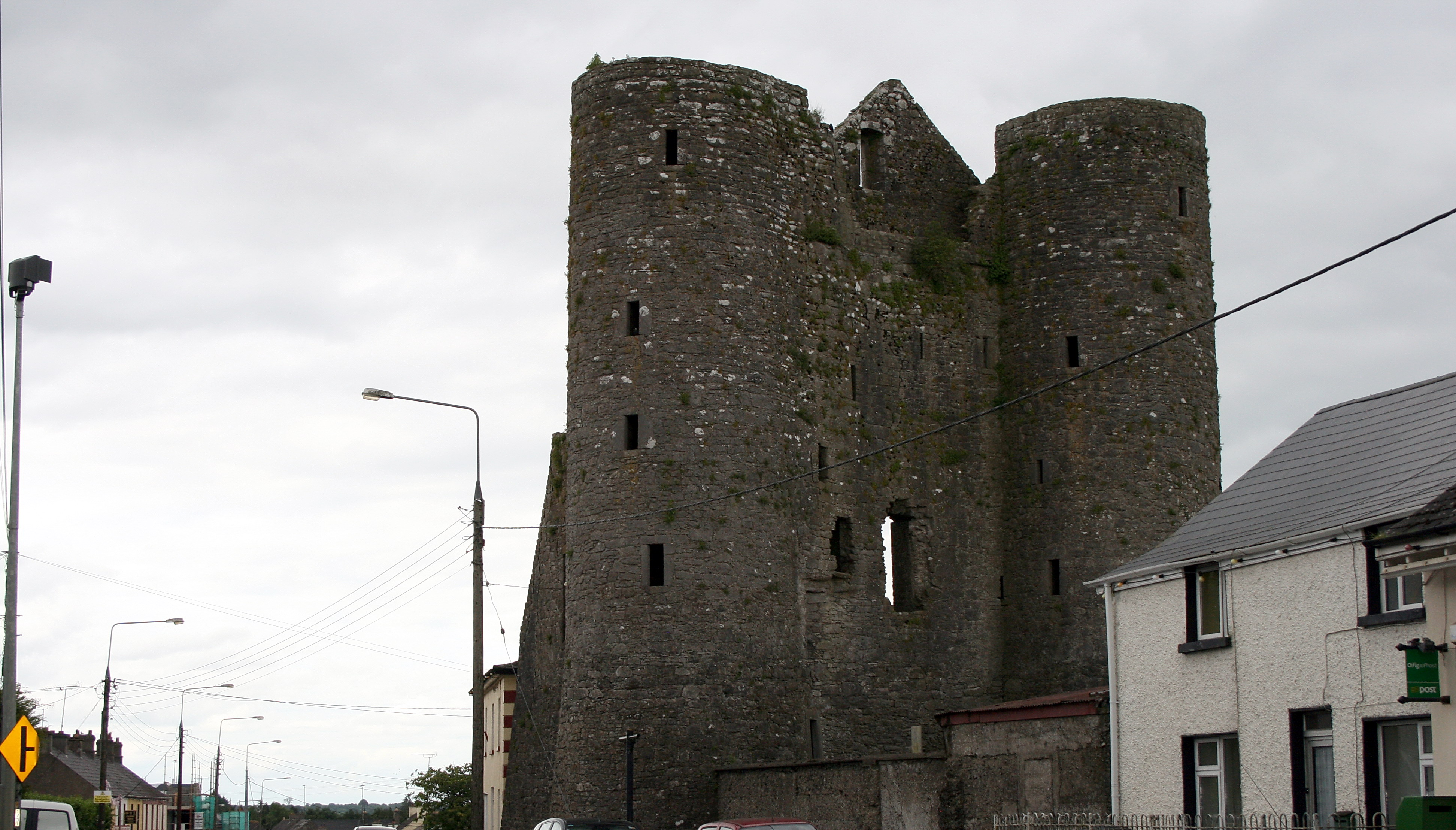
Замок Наджент.

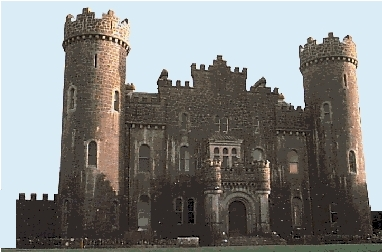
Замок Клонін (Делвін).

Ентоні Френсіс Наджент (англ. — Anthony Francis Nugent) (1 листопада 1805 — 12 травня 1879) — IX граф Вестміт, ірландський аристократ, пер Ірландії, барон Наджент Ріверстон, барон Делвін.

## Життєпис
Ентоні Френсіс Наджент був нащадком Річарда Наджента — II графа Вестміт, але графський титул носила інша гілка роду Наджент. Предки Ентоні Френсіса Наджента носили титул барона Наджент Ріверстон. Ентоні був сином Вільяма Томаса Наджента — V барона Наджент Ріверстон та Кетрін Белью з гір Белью (графство Голвей). Після смерті свого родича — Джорджа Наджента — I маркіза Вестміт, йому вдалося отримати титул графа Вестміт. Він став IX графом Вестміт, хоча маркізат Вестміт зник разом зі смертю Джорджа Наджента. 5 травня 1871 року він отримав титул XIV барона Делвін.

## Родина
Ентоні Наджент одружився з Енн Кетрін Дейлі — дочкою Малахі Дейлі з Рафорда та Кілтуллаґа (графство Голвей), що був нащадком Дермота Дейлі з Кіллімордалі (графство Голвей). У цьому шлюбі було 8 дітей:
- Капітан Малахі Дейлі Наджент — служив в 67-му полку Британської армії, загинув під час війни проти повстанців тайпінів в Китаї 20 жовтня 1862 року.
- Джулія Кетрін Енн Наджент (3 червня 1830 року — 25 червня 1892 року) — одружилась з Джорджем Брауном — III маркізом Слайго. Дітей у цьому шлюбі не було.
- Леді Мері Френсіс Наджент (3 жовтня 1831 року — 1 вересня 1892 року) — одружилась із сером Томасом Берком — III баронетом Берк. У шлюбі було 6 дітей.
- Вільям Сент-Джордж Наджент (28 листопада 1832 року — 31 травня 1883 року) — X граф Вестміт.
- Чарльз Ентоні Наджент (10 березня 1836 року — 8 листопада 1906 року) — одружився з Гертрудою О'Коннор з гори Друїдів (графство Роскоммон). Дітей у цьому шлюбі не було.
- Леді Олівія Джейн Наджент (20 березня 1838 року — 21 січня 1903 року) — одружилась із Патріком Джозефом Махоні Пауером із Флейтлегг (графство Вотерфорд) — доктором медичних наук.
- Леді Енн Елізабет Шарлотта Наджент (5 жовтня 1839 року — 1 грудня 1906 року) — одружилась із полковником Джоном Арчером Дейлі (Блейк) — з Рафорда та Бррні.
- Річард Ентоні Наджент (12 листопада 1842 року — 19 січня 1912 року) — одружився з Терезою Генріеттою Градвелл з Доут-Холл (графство Міт). У цьому шлюбі було 6 дітей.